# Нетребко Ганна Юріївна
Анна Ю́ріївна Нетре́бко (нар. 18 вересня 1971, Краснодар, СРСР) — російська оперна співачка, (сопрано). Народна артистка Росії. Громадянка Росії, з 2006 також громадянка Австрії, мешкає у Відні. Скандально відома завдяки фінансовій підтримці терористичної організації «ДНР» Фігурант бази даних центру «Миротворець». У 2022 році неоднозначно засудила подальше російське військове вторгнення в Україну.

## Життєпис
Батьками співачки є Нетребко Юрій Миколайович (1934 р. н.), інженер-геолог, та Нетребко Лариса Іванівна (1944—2002). Батько, згідно з інтерв'ю «Російській газеті», мав предків українських запорозьких козаків, які переселилися на Кубань за часів імператриці Катерини. Мати мала серед предків начебто московських дворян (документи відсутні) та циган. В інтерв'ю західним часописам сама Анна про своє українське коріння не згадувала, але кілька раз акцентувала, що «її дідусь був циганом». Британському часопису Observer Нетребко заявила: «Я громадянка Австрії. Але безумовно я латинської крові!».

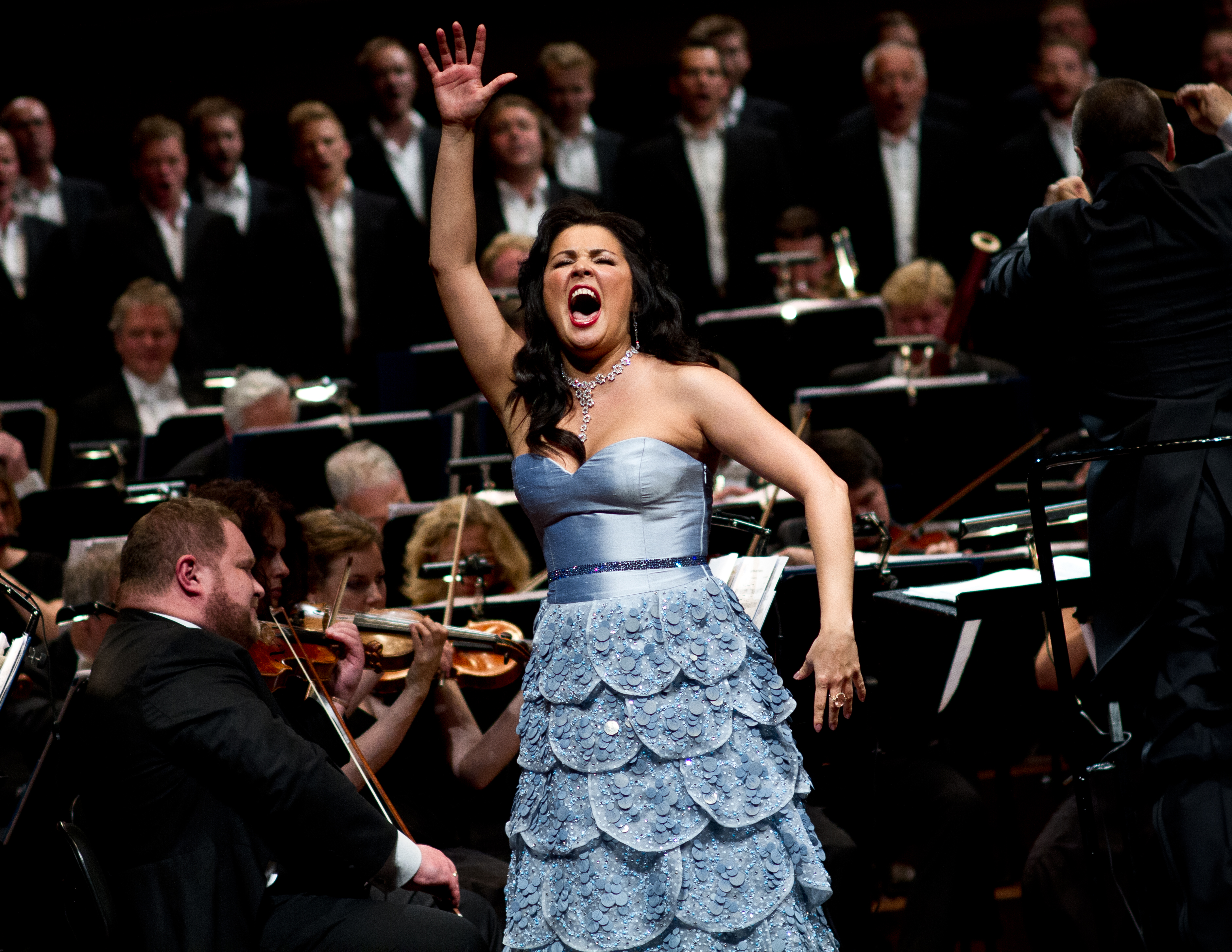
2012

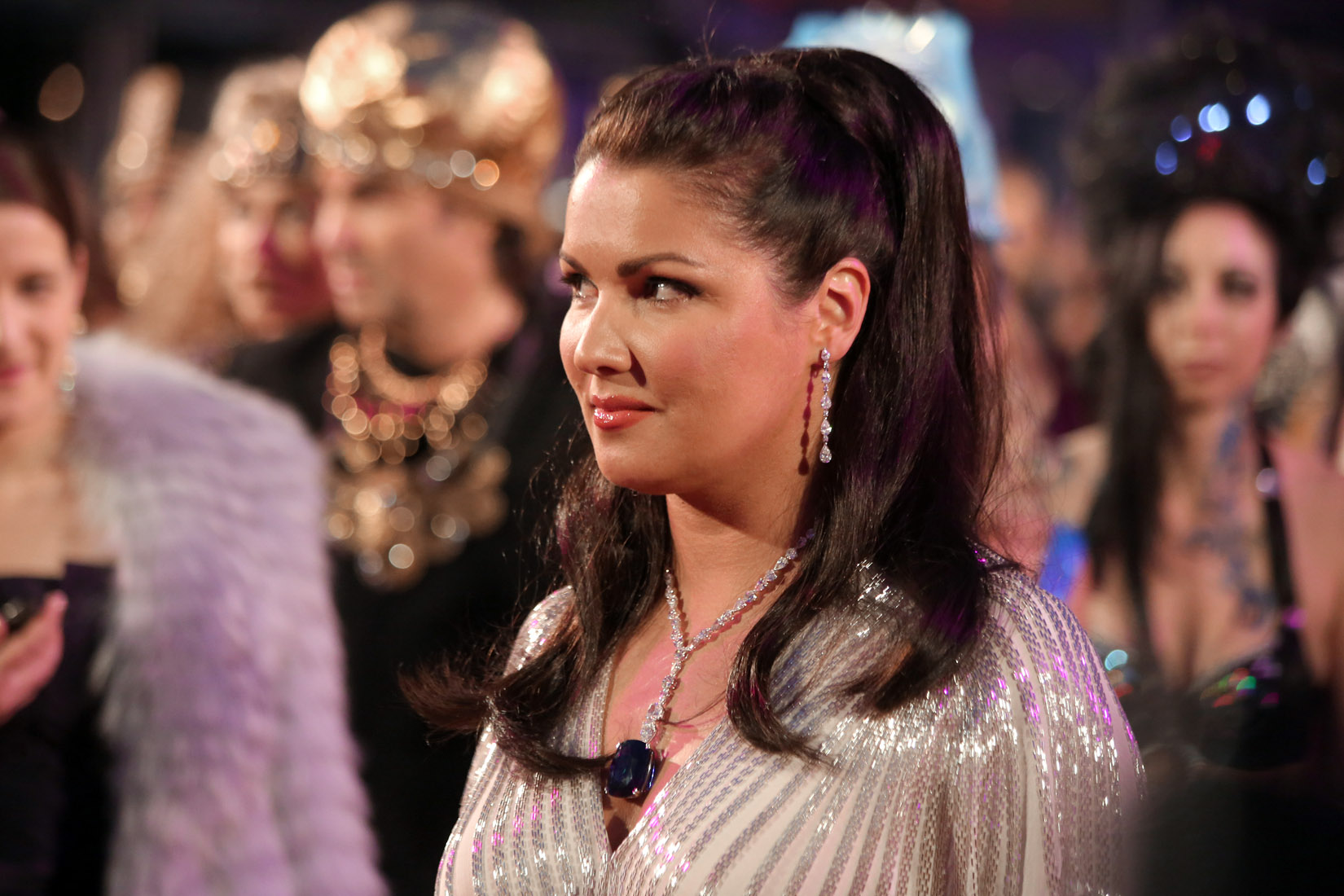
2013

В дитинстві захоплювалась акробатикою. Досі запевняє, що без проблем може зробити сальто. У дитинстві почала співати солісткою в хорі «Кубанская пионерия». За різними даними московської преси, у 16-річному віці здобула друге місце на конкурсі краси «Міс Ставрополя». За іншими даними «міс» стала її сестра.
По закінченню школи за батьковою порадою поїхала до Ленінграда, де вступила до музичного училища на відділення оперети. За красивий за тембром і діапазоном голос її взяли на вокальне відділення. Після двох років навчання перевелася за конкурсом до Ленінградської консерваторії до класу професора Тамари Новиченко. Провчилася у консерваторії близько чотирьох років, але її не закінчила.
За власними розповідями, Анна разом з іншими дівчатами-студентками близько двох років підробляла прибиральницею в Маріїнському театрі. Під час театральної дії вона мила підлогу в театральному вестибюлі й, зрозуміло, наспівувала щось для себе. За цією справою її якось почув головний диригент театру Валерій Ґерґієв і запросив на «прослуховування». Ця «історія попелюшки», за словами Ганни Нетребко, звісно, мала щасливий кінець: співачка консерваторії не закінчила, але її запросили до театру — співати в опері «Весілля Фігаро».
1993 року, ще студенткою 4-го курсу консерваторії, Нетребко здобула 1-у премію на Всемосковському конкурсі вокалістів ім. Михайла Глінки.
1995 року дебютувала у Сан-Франциско (Людмила в опері «Руслан і Людмила»).
Широку популярність їй принесла роль Паміни у «Чарівній флейті» та Розіни у «Севільському цирульнику». Анна Нетребко стала відома як дуже успішний виконавець московських оперних партій, таких як Людмила в опері «Руслан і Людмила», Наташа в опері «Війна і мир» Прокоф'єва, Луїза в «Зарученні в монастирі» і Марфа в «Царській нареченій». Вона успішно виступала в нехарактерному для себе стилі бельканто, виконавши романтичні ролі Джільди в «Ріголетто», Мюзетти в «Богемі» і Джульєтти в «Ромео і Джульєтті».
2002 року відбувся дебют Нетребко в Метрополітен опера (Наташа у «Війні і Мирі»). Того ж року вона дебютувала в ролі донни Анни в опері «Дон Жуан» в рамках фестивалю в Зальцбурзі під управлінням Ніколауса Арнонкура (англ. Nikolaus Harnoncourt).
2003 року до репертуару Ганни Нетребко були включені ролі Віолетти в опері Джузеппе Верді «Травіата» (в Мюнхені), головна роль в Лючії ді Ляммермур на виставі в Лос-Анжелес опера, роль Донни Ганни на виставі в Royal Opera House в Ковент-Гардені.
2003 року вийшов перший студійний альбом Opera Arias, який став одним з альбомів академічної музики, що найуспішніше продавали 2003 року. Наступного (2004) року, вийшов другий альбом — Sempre Libera. Виконання оперних партій у Ромео і Джульєтта в парі з Роналдо Віллазоном отримало схвальні відгуки. З цим же виконавцем Нетребко виконувала партії в Любовному напої 2005 року. Того ж року вона зіграла роль Віолети Валері в оркестровій постановці «Травіати» з оркестром під управлінням Карло Різзі на фестивалі в Зальцбурзі.

## Громадянство
У березні 2006 р. співачка подала прохання про отримання австрійського громадянства і 1 серпня того ж року за урочистих обставин отримала його. Австрія також дозволила Нетребко, як виняток, залишити собі громадянство Росії. Своє бажання мати австрійське громадянство Нетребко пояснила суворим візовим режимом для російських громадян, що значно ускладнює для неї, як для міжнародно активного митця, можливість вільного пересування по світу. Раніш Нетребко в Росії за це часом називали «безхарактерною» та «зрадницею». За її словами, вона має намір жити в Відні та Зальцбурзі.
Своєю батьківщиною Нетребко вважає Росію. У Санкт-Петербурзі в неї є квартира.

## 2014: участь в антиукраїнській акції
Під час «благодійної акції» у Санкт-Петербурзі на Міжнародному культурному форумі 7 грудня 2014 року, Анна передала сертифікат з особистих коштів на 1 млн. рублів (що дорівнювало на той момент €15.000) колишньому депутату та відомому промосковському сепаратистові, голові «парламенту» самопроголошених «ДНР» та «ЛНР» Олегу Царьову за мотивом — «на допомогу Донецькому національному театру опери та балету ім. Анатолія Солов'яненка». Царьов вручив оперній діві прапор терористичного угрупування «Новоросія». Співачка сфотографувалася з Царьовим і прапором в руках. «Анна Нетребко приняла знамя Новороссии!» — написав Царьов в своєму Твіттері.
…Я жертвую благодійний дарунок …на охорону культурних цінностей, на тих нещасних людей, які потрапили в ці жорна. Вони не можуть ні кинути все, ні виїхати, ні залишитися — це катастрофа. Всі культурні люди світу повинні стати на захист культурних цінностей і вимагати припинення війни від свого уряду. …Я, як людина, яка сильно переймається, що відбувається, абсолютно не розумію, чому ллється кров, чому люди вбивають людей….Ми всі — брати-слов'яни. Я не розумію, що відбувається, я поза політикою
сказала вона московському агентству ТАРС. Вона також додала:
…Олег Царьов був запрошений як медійне обличчя, щоб цей дар не загубився по дорозі… Олег виступить гарантом, що цей дар досягне Донецького театру і людей культури, які працюють у ньому.

Однак з багатьох авторитетних джерел давно і широко відомо, що більшість студентів колишньої донецької консерваторії (зараз музичної академії), виїхали з окупованого Донецька. Юридична адреса академії зареєстрована нині в Києві, студенти навчаються в Києві, Львові, Харкові та Одесі. Там же працюють і більшість викладачів академії. В оперному театрі, якому Олег Царьов ніби-то має передати гроші оперної діви, аналогічна ситуація. Художній керівник театру народний артист України Вадим Писарєв, який був змушений залишити Донецьк кілька місяців тому, дав пояснення:
.. Вистави не можуть проходити на тому рівні, як раніше. Вже і хору половини немає, і балету немає, і диригента жодного немає… І моя школа балетна розбіглася — хто в Івано-Франківську, хто в Києві

— «Донецька опера запросить оперну співачку Анну Нетребко на гастролі» — повідомив радіостанції «Московська служба новин» новопризначений «урядом» ДНР директором донецького театру Євген Денисенко — «Ми хочемо її обов'язково запросити, щоб вона заспівала партію у виставі, яка у нас є в репертуарі. Ми думаємо, що це буде навесні».

Я туди поїду, але спочатку, напевно, ми почекаємо, коли скінчиться війна" — пообіцяла співачка.
Також є інформація про те, що в 2010 в Австрії вона носила побєдобєсний символ - Георгіївську стрічку на футболці разом з написом "На Берлін!". Посол України в Відні Василь Химинець в 2022 відреагував на це так: "Чіткий напис «На Берлін» на футболці пані, близької до Путіна, яка також підтримує російську агресію. Плюс стрічка як символ проти територіальної цілісності та суверенітету України. А хтось стверджує, що російські артисти та й російська культура перебувають поза політикою.".

### Оцінки
Державні інстанції
- Міністерство закордонних справ Австрії охарактеризувало вчинок Нетребко як «абсолютно проблематичний»: «Те, що такі фотографії слугують зловживанню в пропагандистських цілях, це ясно» — заявив прес-секретар міністерства Першому австрійському радіоканалу «Österreich 1»[28]. «Те, що Нетребко начебто мала на увазі тільки збереження оперного репертуару в Донецьку, за який йдуть бої, в це в МЗС не вірять»[29].

Світові ЗМІ
- Süddeutsche Zeitung: — «Оперна зірка Нетребко позує з ватажком сепаратистів»[30].

- The Guardian, Шон Вокер: "Російсько-австрійська оперна співачка Анна Нетребко підтримала східних українських сепаратистів, позуючи з одним із головних їх лідерів і піднявши прапор «Новоросії»[31] Далі Шон Вокер виклав в «The Guardian» фото про цю подію на своїй сторінці в Твіттері, прокоментував це так:
— «Тож відкиньте думки про те, що пожертва Анни Нетребко Донецькій опері має неполітичне забарвлення[32][33]».
- Spiegel: «Цим „фотошутінґом“ оперна зірка однозначно висловлює свою політичну позицію. Підтримувані Росією сепаратисти прагнуть відокремити наступні частини країни і, очевидно, користуються при цьому підтримкою Кремля. Те, що така відома на Заході зірка як Нетребко настільки явно стає на бік сепаратистів, виглядає дивно»[34]
- NDR, Ульріх Кюн, музикознавець, редактор: «Це не „аполітичний“, це дуже політично дієвий акт. І, дозвольте, — аж ніяк не розумний вчинок[35]».
- Ґідон Кремер, скрипаль і диригент: «Можна з упевненістю сказати, що це свідома політична позиція співачки. І в жодному разі це не той жест, який сприятиме примиренню і вирішенню конфлікту в регіоні …Люди мистецтва повинні сприяти гармонії і миру. Шкода, що один з прекрасних голосів світу видає настільки сумнівні звуки»[36]

- Костянтин Боровий, російський підприємець та опозиційний політик: — «Це відомий медичний факт, що жінки-співачки патологічно дурні. Оперні співачки дуже сильно залежать від спонсорів. Її могли використовувати, сказати: мовляв, зроби цю заяву, а ми тобі пару концертів оплатимо. Але припускати, що у неї є якісь політичні позиції, смішно. Треба зовсім не орієнтуватися в ситуації, щоб зв'язуватися з Царьовим, цим зневаженим недоумком. Мені її просто шкода. Подібні дії повинні отримувати гучну і дзвінку оцінку. Європейці таку оцінку зробили. У неї напевно будуть проблеми і з концертною діяльністю, і зі спонсорами»[37].
- Австрійська авіакомпанія «Austrian Airlines», чиїм «рекламним обличчям» була оперна діва, також підпала під громадську критику. Компанія повідомила, що не подовжить рекламний договір із співачкою, який закінчився 30 листопада 2014 року. Представник компанії офіційно заявив: «Ми дистанціюємося від будь-якого виду тероризму, а також не бажаємо ні у якому вигляді бути з ним якось пов'язані»[38]. «Ми чітко дистанціюємося від крайніх політичних позицій та застосування збройної сили» — додали представники компанії в Твіттері[39].

## Після лютого 2022

### Вплив на переможцяЄвробачення-2025
За словами Йоганнеса Піча - учасника і переможця Євробачення 2025, Нетребко є його "натхненницею". Це було негативно сприйнято світовою спільнотою.

### Судовий процес з Метрополітен-опера
У березні 2022 року керівництво нью-йоркського театру Метрополітан-Опера розірвало контракт з Нетребко після її відмови засудити дії Росії, яка почала пряме вторгнення в Україну 24 лютого 2022 року. У травні 2022 року Нетребко у відповідь подала в суд на МЕТ з вимогою сплатити їй 400 000 доларів компенсації, а саме несплачених гонорарів за участь у наступних сезонах, які обговорювалися. До цього МЕТ-Опера платила Нетребко гонорари звичайно як для найкращих артистів у розмірі близько 15 000 доларів за виступ.
У березні 2023 року арбітражний суд Нью-Йорку частково задовольнив вимогу Нетребко. Арбітраж зобов'язав Метрополітан-Опера виплатити Нетребко 200 000 доларів за скасовані виступи, згідно з умовами її контракту. Суддя пояснив, що компенсація торкається 13 скасованих виступів, включно з появою в опері «Дон Карлос» цього сезону й операх «Сила долі» й «Андреа Шеньє» наступного сезону. Суд, однак, відмовив у компенсації за виступи співачки, які обговорювалися, але не були зафіксовані у офіційному контракті, як на цьому наполягала Нетребко. До того ж арбітр суду Говард Едельман наклав на Нетребко штраф у розмірі майже 30 000 доларів США за «дуже недоречні» заяви після вторгнення Росії в Україну, зокрема за публікацію тексту в соціальних мережах, у якому використовувалася лайка для західних критиків, яких вона назвала «злими, як сліпі агресори».

## Приватне життя
- У студентські роки Нетребко мала стосунки з чоловіком, який був на 10 років старшим за неї. Стосунки виявилася нещасливим, після низки зустрічей чоловік пішов від неї[50].

- У 26-річному віці Нетребко познайомилась в театральному буфеті з солістом балету Маріїнського театру Миколою Зубковським (йому тоді було 20 років). За визнанням Зубковського, Нетребко прожила в нього 2 роки. Зубковський через ревнощі бив Нетребко[51].

- Деякий час Анна була в близьких стосунках з італійським оперним співаком басом Сімоне Альберґіні (італ. Simone Alberghini) і планувала вийти за нього заміж. 2007 року пара розійшлась.
- 2007 року стало відомо про заручини з уругвайським бас-баритоном Ервіном Шроттом (Erwin Schrott), 1972 р. н., але за три роки Нетребко спростувала цю інформацію, пояснивши, що перебуває з ним у громадянському шлюбі. Восени 2008 вона народила від Шротта сина, якого назвали Тьяґо (Tiago). Шротт 2009 року офіційно розлучився із своєю першою дружиною, з якою має дочку. Навесні-влітку 2013 близькі до оперної сцени віденські світські ЗМІ писали, що Нетребко і Шротт розлучилися[52]. 25 листопада 2013 мюнхенська прес-служба співачки повідомила, що «…сопрано Анна Нетребко і бас-баритон Ервін Шротт закінчили їхні стосунки після шести років за взаємною згодою»[53]. В інтерв'ю російському виданню Нетребко повідомила таблоїдам, що її спільний із Шроттом син Тьяґо страждає аутизмом[54][55][56].
- У квітні 2014 року новим супутником Нетребко став азербайджанський тенор Юсіф Ейвазов, молодший від неї на 6 років (азерб. Yusif Eyvazov, нар. 2.05.1977 в Баку)[57][58]. У лютому 2015 року пара повідомила про весілля, що мало відбутися в Петербурзі[59][60].

## Санкції
6 січня 2023 року додана до санкційного списку України.

## Деякі висловлювання
|  | Я всегда однозначно за Россию и нападки на свою страну воспринимаю крайне негативно. Если сталкиваюсь с этим, всегда спорю, защищая наши позиции. |

|  | Всегда смотрю новости. И мой папа, который живет в Краснодаре, просвещает меня по всем важным вопросам — он у меня тоже патриот. Я рада, что сейчас в России идет борьба с алкоголизмом. |

## Цікаві факти
- Нетребко, разом з Микитою Михалковим, футболістом Аршавіним та іншими, була довіреною особою Путіна під час презиндентських виборів в Росії 2012 року[63].
- Нетребко виконала Гімн Олімпіади в Сочі на церемонії відкриття зимових Олімпійських Ігор 7 лютого 2014 року.

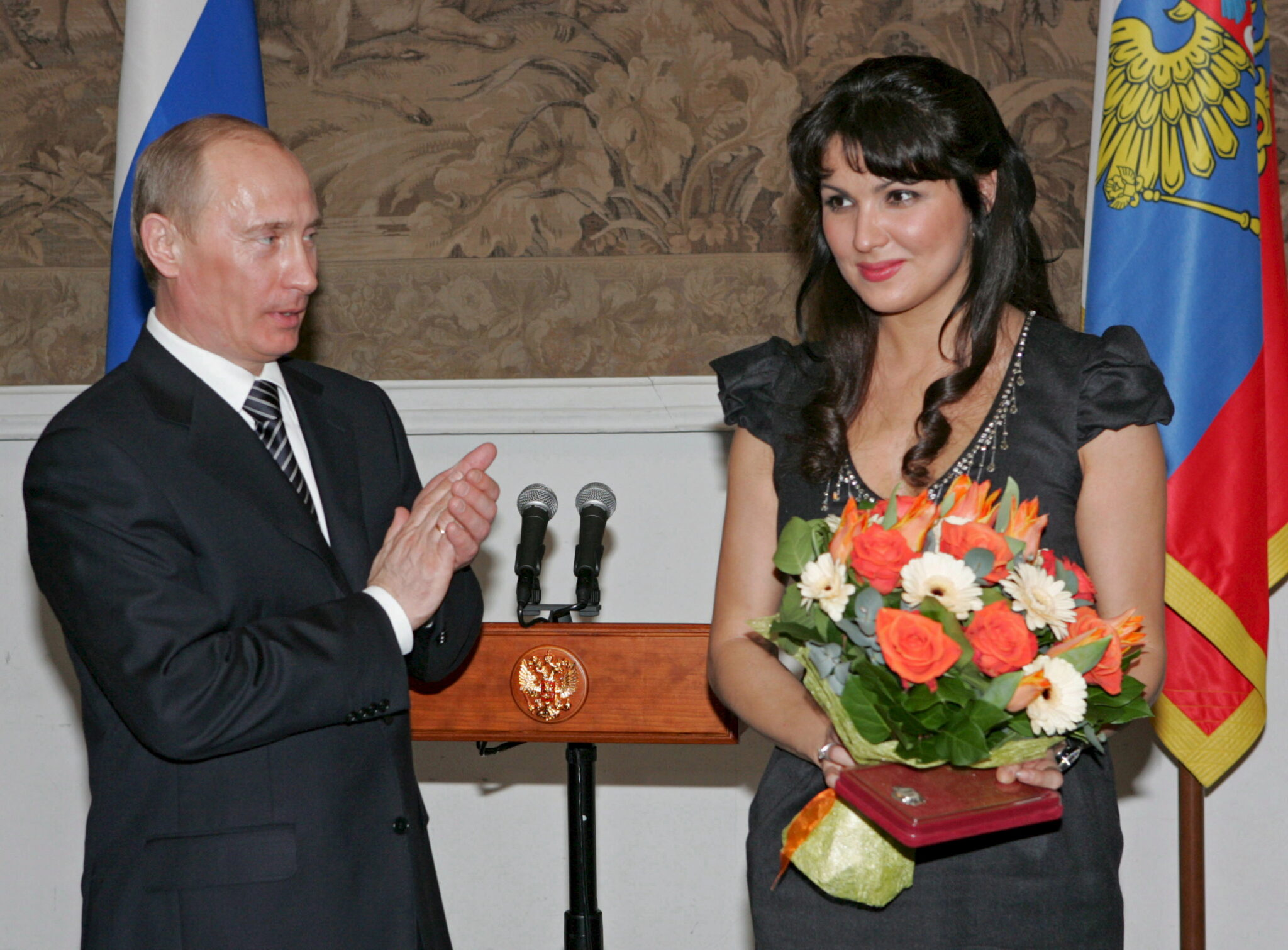
Присвоєння почесного звання "Народний артист Росії", 27 лютого 2008 року

## Нагороди і премії
- медаль «Герой труда Кубані»
- Лауреат Всеросійського конкурсу вокалістів ім. Глінки (Москва, 1993)
- Лауреат II Міжнародного конкурсу молодих оперних співаків ім. Римського-Корсакова (Санкт-Петербург, 1996)
- Лауреат російської музичної премії «Casta Diva» (1998)
- Лауреат вищої театральної премії Санкт-Петербургу «Золотий софіт» (1999)
- Лауреат Державної премії Російської Федерації 2004 року в області літератури і мистецтва за талановите втілення на оперній сцені образів російської і світової класики, що прославляє великі традиції вітчизняної вокальної школи (2005)
- Лауреат премії «Музикант року» журналу «Музична Америка» (2007).